# Люк Граймс
Люк Тімоті Граймс (англ. Luke Timothy Grimes; нар. 21 січня 1984, Дейтон, Огайо, США) — американський актор.

## Біографія
Люк Тімоті Граймс народився Дейтоні, Огайо, США в релігійній родині. Його батько Ренді був проповідником церкви п'ятидисятників, а мати — домогосподаркою. Крім Люка в родині вже було троє дітей. Навчаюсь у місцевій християнській школі, Люк брав участь у різноманітних шкільних виставах. Розвивати свої акторські здібності юнак продовжив у Американській академії драматичного мистецтва у Нью-Йорку, яку закінчив у 2004.

## Кар'єра
Люк дебютував у трилері «Всі хлопці люблять Менді Лейн», прем'єра якого відбувалась у 2006, 2007 на різних кінофестивалях, зокрема на Міжнародному кінофестивалі у Торонто. Актор виконав роль Джейка — сексуального підлітка, колишнього хлопця Хлої (Вітні Ейбл). Реальна історія двох друзів знайшла втілення в американській стрічці «Війна орлів» 2007, одного із хлопців зіграв Люк Граймс. Наступного року відбулась прем'єра на кінофестивалі «Санденс» комедійного детектива «Убивство шкільного президента», в якій актор виконав роль другого плану. У 2009—2010 був в основному акторському складі телесеріалу «Брати і сестри».
У французькому бойовику 2012 року «Викрадена 2» Люк виконав роль хлопця Кім (Меґґі Ґрейс). Наступного року вийшло дві стрічки з актором — незалежний американський фільм «Очікування» та драма «Зірки». Того ж року він зіграв у шести епізодах серіалу «Реальна кров». У 2013 Люк приєднався до акторського складу еротичної драми «П'ятдесят відтінків сірого». У ролі морського піхотинця Граймса можна побачити в стрічці «Американський снайпер».
У пригодницькому вестерні «Чудова сімка» Граймс виконав роль Тедді К'ю, друга Емми (Гейлі Беннетт). У 2017 вийшло продовження стрічки «П'ятдесят відтінків сірого» «П'ятдесят відтінків темряви», актор виконав роль Елліота.

## Фільмографія

### Фільми
| Рік  | Назва                           | Оригінальна назва                        | Роль          | Примітки  |
| ---- | ------------------------------- | ---------------------------------------- | ------------- | --------- |
| 2006 | «Всі хлопці люблять Менді Лейн» | All the Boys Love Mandy Lane             | Джейк         |           |
| 2007 | «Війна орлів»                   | War Eagle, Arkansas                      | Енох          |           |
| 2008 | «Убивство шкільного президента» | Assassination of a High School President | Марлон П'яцца |           |
| 2010 | «Лайновий рік»                  | Shit Year                                | Гарві Вест    |           |
| 2012 | «У ритмі беззаконня»            | Outlaw Country                           | Елі Ларкін    | телефільм |
| 2012 | «Викрадена 2»                   | Taken 2                                  | Джемі         |           |
| 2013 | «Очікування»                    | The Wait                                 | Бен           |           |
| 2013 | «Зірки»                         | Dark Around the Stars                    | Еван          |           |
| 2014 | «Поселенці»                     | Squatters                                | Майкл         | відео     |
| 2014 | «Американський снайпер»         | American Sniper                          | Марк Лі       |           |
| 2015 | «П'ятдесят відтінків сірого»    | Fifty Shades of Grey                     | Елліот Грей   |           |
| 2015 | «Право на спадок»               | Freeheld                                 | Тодд Бєлкін   |           |
| 2015 | «Назавжди»                      | Forever                                  | Чарлі         |           |
| 2016 |                                 | Manhattan Undying                        | Макс          |           |
| 2016 | «Чудова сімка»                  | The Magnificent Seven                    | Тедді К'ю     |           |
| 2016 | «Шангрі Ла-С'ют»                | Shangri-La Suite                         | Джек          |           |
| 2017 | «П'ятдесят відтінків темряви»   | Fifty Shades Darker                      | Елліот Грей   |           |
| 2018 | «П'ятдесят відтінків свободи»   | Fifty Shades Freed                       | Елліот Грей   |           |
| 2025 | «Еддінгтон»                     | Eddington                                | Guy           |           |

### Серіали
| Рік       | Назва            | Оригінальна назва  | Роль           | Примітки    |
| --------- | ---------------- | ------------------ | -------------- | ----------- |
| 2009–2010 | «Брати і сестри» | Brothers & Sisters | Райан Лафферті | 35 епізодів |
| 2013      | «Реальна кров»   | True Blood         | Джеймс         | 6 епізодів  |
| 2018–2024 | «Єлловстоун»     | Yellowstone        | Кейсі Даттон   | 53 епізоди  |